# Ружа (село)
Ружа (мађ. Ruzsa) је село у Мађарској, јужном делу државе. Село управо припада Морахаломском срезу Чонградско-чанадске жупаније, са седиштем у Сегедину.

## Природне одлике
Насеље Ружа налази у јужном делу Мађарске, на 12 километара од државне границе са Србијом.
Подручје око насеља је равничарско (Панонска низија), приближне надморске висине око 115 m. Око од насеља се пружа Телечка пешчара.

## Становништво
Према подацима из 2013. године Ружа је имала 2.485 становника. Последњих година број становника опада.
Претежно становништво у насељу су Мађари римокатоличке вероисповести.